# Шурминское сельское поселение
Шурминское сельское поселение — муниципальное образование в составе Уржумского района Кировской области России.
Центр — село Шурма.

## История
Шурминское сельское поселение образовано 1 января 2006 года согласно Закону Кировской области от 07.12.2004 № 284-ЗО.

## Население
| 2010  | 2011  | 2012  | 2013  | 2014  | 2015  | 2016  |
| ----- | ----- | ----- | ----- | ----- | ----- | ----- |
| 1861  | →1861 | ↘1802 | ↘1743 | ↘1695 | ↘1647 | ↘1595 |
| 2017  | 2018  | 2019  | 2020  | 2021  |       |       |
| ↘1571 | ↘1520 | ↘1458 | ↘1396 | ↘1306 |       |       |

## Состав сельского поселения
| № | Населённый пункт | Тип населённого пункта       | Население |
| - | ---------------- | ---------------------------- | --------- |
| 1 | Акмазики         | деревня                      | 11        |
| 2 | Верхняя Шурма    | деревня                      | 137       |
| 3 | Гужавино         | деревня                      | 0         |
| 4 | Ешполдино        | деревня                      | 8         |
| 5 | Максинерь        | деревня                      | 108       |
| 6 | Мамашево         | деревня                      | 15        |
| 7 | Тюм-Тюм          | деревня                      | 267       |
| 8 | Федосимово       | деревня                      | 120       |
| 9 | Шурма            | село, административный центр | 1195      |

## Известные уроженцы
- Гужавин, Василий Андреевич (1897—19??) — советский военачальник, полковник (1940).